# El Paraíso, Tepeojuma
El Paraíso är en ort i Mexiko.   Den ligger i kommunen Tepeojuma och delstaten Puebla, i den sydöstra delen av landet, 110 km sydost om huvudstaden Mexico City. El Paraíso ligger 1 418 meter över havet och antalet invånare är 105.
Terrängen runt El Paraíso är kuperad åt sydost, men åt nordväst är den platt. Terrängen runt El Paraíso sluttar söderut. Runt El Paraíso är det ganska tätbefolkat, med 149 invånare per kvadratkilometer. Närmaste större samhälle är Izúcar de Matamoros, 9,0 km söder om El Paraíso. I omgivningarna runt El Paraíso växer huvudsakligen savannskog.